# Halowe Mistrzostwa Świata w Lekkoatletyce 1995 – bieg na 3000 m mężczyzn
Bieg na 3000 m mężczyzn – jedna z konkurencji rozgrywanych podczas halowych mistrzostw świata w lekkoatletyce w 1995. Eliminacje miały miejsce 10 marca, finał zaś odbył się 12 marca.
Udział w tej konkurencji brało 22 zawodników z 19 państw. Zawody wygrał reprezentant Włoch Gennaro Di Napoli. Drugą pozycję zajął zawodnik z Hiszpanii Anacleto Jimènez, trzecią zaś reprezentujący Maroko Brahim Jabbour.

## Wyniki

### Eliminacje
Bieg 1
| Miejsce | Zawodnik              | Państwo           | Wynik   | Uwagi |
| ------- | --------------------- | ----------------- | ------- | ----- |
| 1.      | Gennaro Di Napoli     | Włochy            | 7:56,47 |       |
| 2.      | Ovidiu Olteanu        | Rumunia           | 7:56,75 |       |
| 3.      | Muhammad Sulajman     | Katar             | 7:56,78 |       |
| 4.      | Anacleto Jiménez      | Hiszpania         | 7:56,94 |       |
| 5.      | Brahim Jabbour        | Maroko            | 7:57,32 |       |
| 6.      | Reuben Reina          | Stany Zjednoczone | 7:58,28 |       |
| 7.      | Réda Benzine          | Algieria          | 7:58,50 |       |
| 8.      | Cândido Maia          | Portugalia        | 8:00,79 |       |
| 9.      | Ahmed Ibrahim Warsama | Katar             | 8:03,06 |       |
| 10.     | Mahmoud Kalboussi     | Tunezja           | 8:05,60 |       |
| 11.     | Mirko Döring          | Niemcy            | 8:05,98 |       |

Bieg 2
| Miejsce | Zawodnik           | Państwo           | Wynik   | Uwagi |
| ------- | ------------------ | ----------------- | ------- | ----- |
| 1.      | Shaun Creighton    | Australia         | 7:57,35 |       |
| 2.      | John Mayock        | Wielka Brytania   | 7:57,91 |       |
| 3.      | Frank O'Mara       | Irlandia          | 7:58,11 |       |
| 4.      | Isaac Viciosa      | Hiszpania         | 7:58,11 |       |
| 5.      | Mohammed Belabbés  | Algieria          | 7:58,74 |       |
| 6.      | Jacky Carlier      | Francja           | 7:59,42 |       |
| 7.      | Joao N'Tyamba      | Angola            | 8:03,93 |       |
| 8.      | Ronnie Harris      | Stany Zjednoczone | 8:05,40 |       |
| 9.      | Shipo Dlamini      | Eswatini          | 8:09,99 |       |
| 10.     | Marcelo Cascabello | Argentyna         | 8:14,97 |       |
| –       | Philemon Hanneck   | Zimbabwe          | DNS     |       |

### Finał
| Miejsce | Zawodnik          | Państwo           | Wynik   | Uwagi |
| ------- | ----------------- | ----------------- | ------- | ----- |
| 01 !    | Gennaro Di Napoli | Włochy            | 7:50,89 |       |
| 02 !    | Anacleto Jiménez  | Hiszpania         | 7:50,98 |       |
| 03 !    | Brahim Jabbour    | Maroko            | 7:51,42 |       |
| 4.      | Muhammad Sulajman | Katar             | 7:51,73 |       |
| 5.      | John Mayock       | Wielka Brytania   | 7:51,86 |       |
| 6.      | Reuben Reina      | Stany Zjednoczone | 7:53,86 |       |
| 7.      | Shaun Creighton   | Australia         | 7:54,46 |       |
| 8.      | Isaac Viciosa     | Hiszpania         | 8:01,00 |       |
| 9.      | Ovidiu Olteanu    | Rumunia           | 8:02,89 |       |
| 10.     | Réda Benzine      | Algieria          | 8:03,60 |       |
| 11.     | Mohammed Belabbés | Algieria          | 8:05,73 |       |
| –       | Frank O'Mara      | Irlandia          | DNS     |       |